# Pollichia campestris
Pollichia campestris là loài thực vật có hoa thuộc họ Cẩm chướng. Loài này được Aiton miêu tả khoa học đầu tiên năm 1789.